# Zandt
Zandt es un municipio situado en el distrito de Cham, en el estado federado de Baviera (Alemania). Tiene una población estimada, a fines de enero de 2023, de 2043 habitantes.
Está ubicado al este del estado, en la región de Alto Palatinado, cerca de la frontera con República Checa.